# Regís de L'Estourbeillon
Régis de l'Estourbeillon, Marquès de l'Estourbeillon, (nascut el 1858 a Nantes, mort al castell de Penhoët, a Avessac (Loira Atlàntic) el 1946). Cavaller de la Legió d'Honor, Creu de Guerra 1914-1918, i militant bretó.
Fou un dels fundadors originaris de la Kevredigezh Broadel Breizh (Societat Nacional de Bretanya), amb Charles Le Goffic el 1898, que des del 1911 s'anomenarà Unió Regionalista Bretona. Dirigí La Revue de Bretagne amb el comte René de Laigue. El 1909, aleshores diputat liberal independent per Gwened, dirigí la delegació encarregada de reclamar al Ministre d'Instrucció Pública i futur president de França Gaston Doumergue, ensenyament de la llengua bretona als liceus i escoles de Bretanya. El ministre s'oposà radicalment al·legant que « l'ensenyament del bretó afavorirà les tendències separatistes ».
El 1914, encara diputat per Gwened, participà en la Primera Guerra Mundial. Fou condecorat: Cavaller de la Legió d'Honor i Creu de Guerra 1914-1918.
Després de la guerra fou elegit diputat per Ar Mor-Bihan. Va redactar una petició publicada per Libre parole on demanà novament l'ensenyament del bretó el 31 de gener de 1919 (). També formà part del moviment artístic bretó Seiz Breur.

## Publicacions
- Le droit des langues et la liberté des peuples. Saint-Brieuc, 1919